# Senés de Alcubierre
Senés de Alcubierre – gmina w Hiszpanii, w prowincji Huesca, w Aragonii, o powierzchni 20,53 km². W 2011 roku gmina liczyła 53 mieszkańców.